# Scutisorex somereni
La musaraña acorazada o musaraña del Congo (Scutisorex somereni) es una especie de mamífero soricomorfo de la familia Soricidae. Se encuentra en Burundi, República Democrática del Congo, Ruanda y Uganda.
Esta destaca por su singular anatomía ósea; cerca de las vértebras, por la zona entre éstas y la base de la cola, hay una extraña estructura con forma de armazón de puente que se extiende de su columna vertebral. Esta "armadura" le permite acceder a lugares casi innaccesibles como las fisuras de las rocas, evitando así que el animal sufra de problemas cervicales mientras persigue a su presa. 
Curiosamente, este pequeño animal puede soportar el peso de un hombre de 70 kg y quedar ileso de la presión.